# Чёрч, Фредерик Стюарт
Фредерик Стюарт Чёрч (англ. Frederick Stuart Church; 1842—1924) — американский художник, работал главным образом как иллюстратор, особенно известен своими (часто аллегорическими) изображениями животных.

## Биография
Родился 1 декабря 1842 года в городе Гранд-Рапидс, штат Мичиган. Его отец, известный адвокат, был важной фигурой в политике.
В 13 лет Фредерик бросил школу и устроился на работу в только что созданную курьерскую компанию American Express в Чикаго, намереваясь сделать деловую карьеру. В возрасте девятнадцати служил в Армии Союза (англ. Union Army) во время гражданской войны в США. После демобилизации Чёрч вернулся в Чикаго и, решив посвятить свою жизнь искусству, начал изучать рисунок под руководством Уолтера Ширлоу в Чикагском институте искусств. В 1870 году он принял решение продолжить учёбу в Нью-Йорке, который стал его домом на всю оставшуюся жизнь. Чёрч поступил в Национальную академию дизайна, где учился у Лемюеля Уилмарта. Позже он присоединился к нью-йоркской школе Art Students League, которую возглавлял его старый учитель Уолтер Ширлоу, и остался работать в ней также до конца своей жизни.
К середине 1870-х годов Фредерик Чёрч уже был известен как талантливый иллюстратор. Его работы печатались во многих газетах и журналах, а также в различных альманах и открытках. В 1883 году он был избран в Национальную академию дизайна в качестве члена-корреспондента, а полноправным академиком стал в 1885 году.
16 февраля 1924 года заболел и был помещен в больницу на Пятой авеню. Умер 18 февраля в Нью-Йорке, его тело было кремировано, а прах — уничтожен. В мае 1924 года в Гранд-Рапидсе состоялась его мемориальная выставка.

## Труды
Труды художника находятся в постоянных коллекциях Fulton Decorative Arts Gallery и в Washington County Museum of Fine Arts. Некоторые произведения Чёрча находятся в Смитсоновском институте, а также в частных коллекциях. В 1979 году его работы были представлены на выставке American Imagination and Symbolist Painting.

Некоторые работы
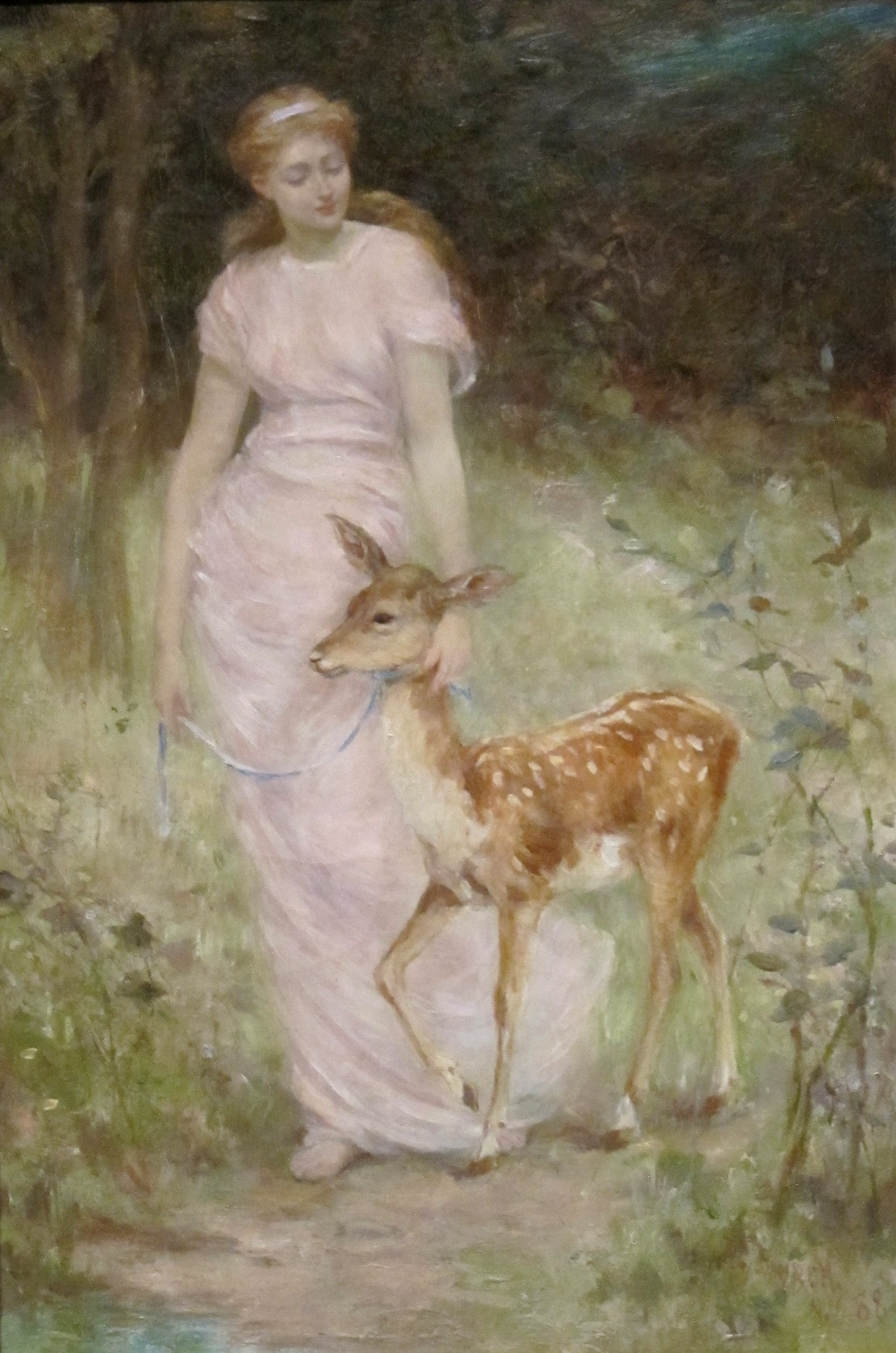
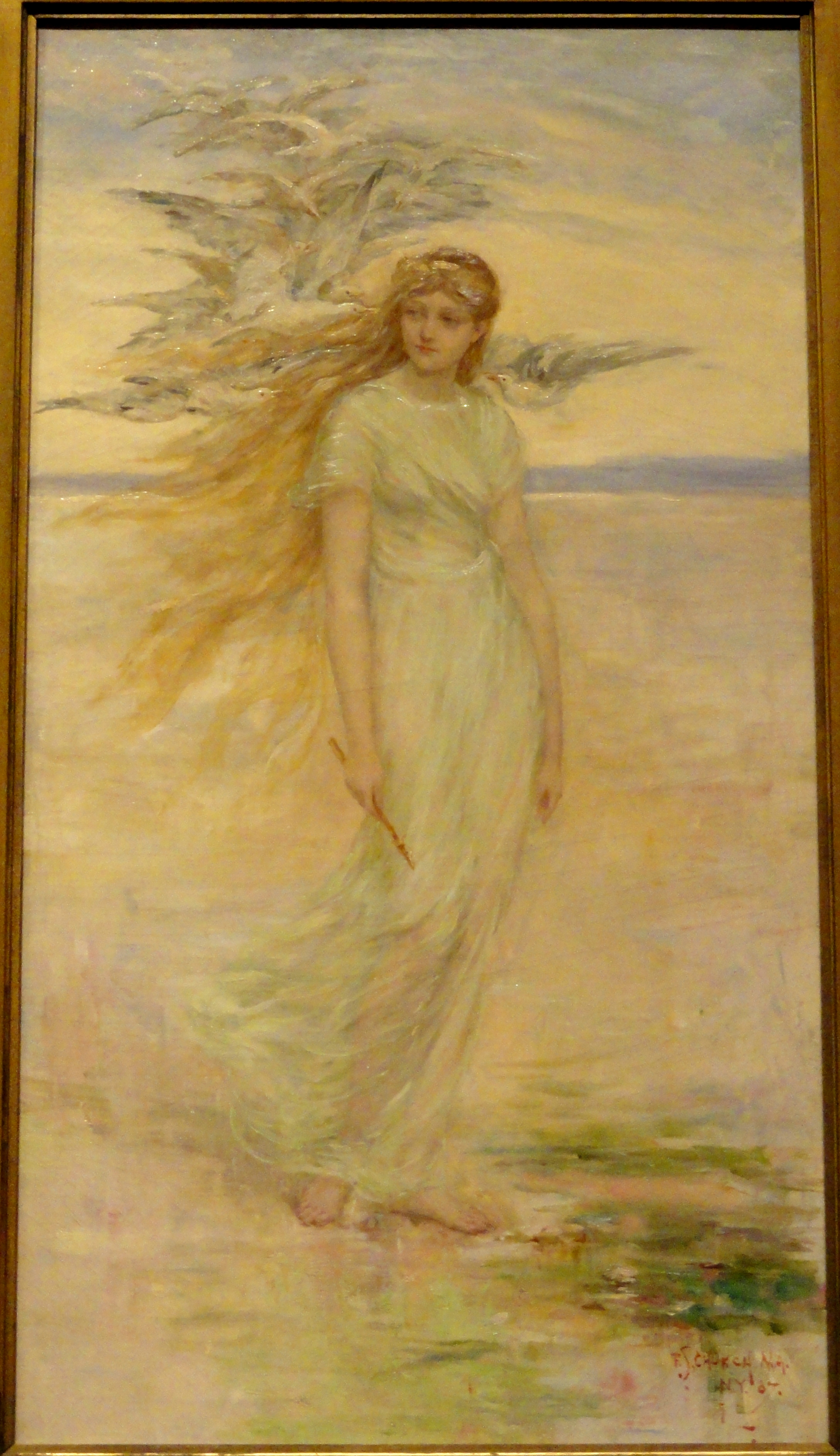
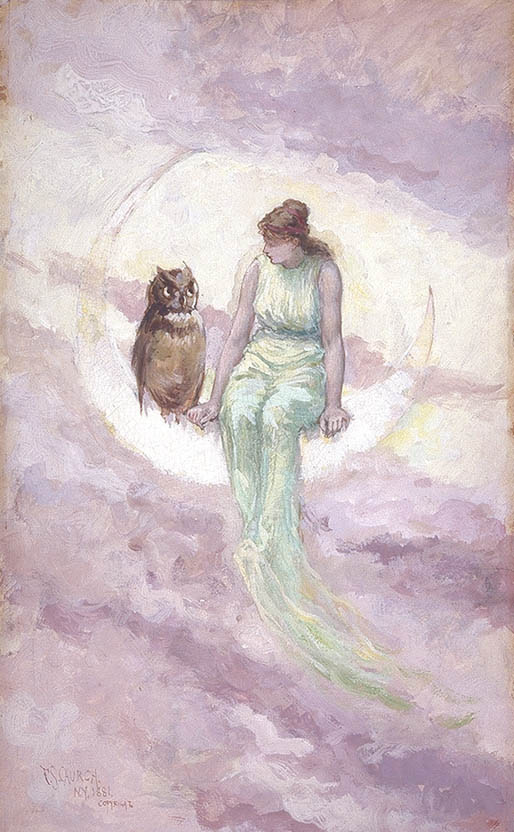